# Anthonomus suturalis
Anthonomus suturalis es una especie de gorgojo fitófago del género Anthonomus, categorizada en la tribu Anthonomini, de la subfamilia Curculioninae.

## Distribución
Se distribuye por América del Norte: Estados Unidos y Canadá.

## Taxonomía
Fue descrita por J. LeConte en 1824.